# حاييم أورميان
حاييم يوسف أورميان (27 ديسمبر 1901 - 22 يونيو 1982) عالم نفس ومعلم إسرائيلي، وكان من أوائل علماء النفس في إسرائيل. واشتهر بعمله التربوي في مجال علم النفس. وحصل على جائزة إسرائيل للتربية لعام 1971.

## حياته
ولد حاييم يوسف (هنريك) أورميان في عام 1901 في تارنوف في منطقة غاليسيا (التي كانت وقتها جزءا من الإمبراطورية النمساوية المجرية، وتقع الآن في بولندا). تلقى في طفولته تعليماً عاديا وتقليدياً، وفي شبابه انضم لحركة «هاشومير هاتسير» الشبابية الصهيونية وانتخب قادة لفرع الحركة في منطقة غاليسيا.
درس علم النفس في جامعة فيينا وحصل في عام 1925 على درجة الدكتوراه. كما انخرط أيضا في الدراسات اليهودية في المدرسة العبرية في فيينا تحت إشراف تسفي بيرتس حايوت. وفي عام 1924 عاد إلى بولندا وبدأ في إلقاء محاضرات في قسم علم النفس في جامعة وودج (1924-1936) وبدأ التدريس في المدرسة العبرية في وودج (1925-1936).
وفي عام 1931 تزوج من روت ياربلوم (ابنة أخت مارك ياربلوم، أحد قادة الحركة الصهيونية الفرنسية بين الحربين العالميتين ).
بدأ نشاطه العام في بولندا كجزء من حركة شباب هاشومير هاتسير. بالإضافة إلى ذلك، عمل على توسيع أنشطة الصندوق القومي اليهودي وحركة هاحالوتس. في وودج انتخب رئيسا لفرع حركة «تاربوت» وكان ناشطا في «اتحاد كيبوتس بوروشوف». وعلى المستوى المهني كان عضواً في الاتحادات البولندية لعلم النفس والتعليم.
في عام 1936 هاجر إلى أرض إسرائيل. وفي البداية عاش بضع سنوات في تل أبيب ودرّس في إحدى المدارس الثانوية. وانتقل بعد ذلك إلى القدس حيث عمل مدرسا في مدرسة المعلمين في بيت هاكيرم، ومن عام 1945 محاضرًا في علم النفس في الجامعة العبرية. وكان أحد مؤسسي جمعية علم النفس الإسرائيلية (التي انتخب فيها رئيسًا للجنة فرع القدس ورئيسًا للجنة الوطنية) وأسس مركز التدريب المهني لمنظمة هداسا الصهيونية، والذي أداره أيضًا لمدة عام.
كما كان عضواً في منظمة الهاجاناه (وهي منظمة صهيونية مسلحة)، وعضواً في مجلس المعلمين التابع للصندوق القومي اليهودي (1937 - 1942)، وعضواً في مركز التربية والثقافة في الاتحاد العام للعمال، وعضواً فيمجمع اللغة العبرية.
في عام 1950، عمل أورميان في وزارة التربية والتعليم والثقافة. وعلى مدار سنوات عديدة عمل مشرفًا على ندوات التدريس من 1956 إلى 1959، ومن 1965 إلى 1966 ترأس قسم تدريب المعلمين.
ألف وحرر العديد من الكتب في مجال التربية وعلم النفس. فقام بتحرير «شاليم» وهي مكتبة تربوية للمعلمين، نشرتها دائرة شؤون الشباب في المنظمة الصهيونية العالمية، وكذلك حرر مكتبة «القراءات التربوية» في أوتزار هاموراه. كما كان المحرر العلمي للعديد من الكتب في علم النفس، بما في ذلك كتابات سيغموند فرويد، والعديد من كتب علم النفس الأخرى.
في عام 1971، نال جائزة إسرائيل في التعليم.
وكان أبًا لطفلين: نادي أورميان (كان عضواً في كيبوتس يوتفاتا، ومرشد سياحي إلى أوروبا) وداليت أورميان (محرر إذاعي في صوت إسرائيل).

## كتاباته
- مصادر التاريخ الإسرائيلي - 1908.
- فكر الشمعدان لليهود البولنديين: في ضوء الأدب التربوي والنفسي، 1939.
- سيكولوجية سنوات الطفولة الأخيرة 1956. [4]
- تاريخ الفكرة السياسية: يالكوت ميكوروت، 1969.
- النزعة المهنية لطلاب المدارس في إسرائيل، 1952. [5]
- علم النفس التربوي، 1970.
- التعليم في إسرائيل (محرر)، 1933. [6]